# 1860年のスポーツ
- 年度別スポーツ記事一覧

## 競馬

### イギリス
クラシック
- 2000ギニー - ザウィザード
- 1000ギニー - サジッタ
- エプソムダービー - ソーマンビー
- エプソムオークス - バタフライ
- セントレジャーステークス - セントアルバンス

その他主要レース
- アスコットゴールドカップ - ルピー
- グランドナショナル - Anatis

### フランス
- ジョッケクルブ賞 - ボーヴェ

## ゴルフ

### 世界4大大会（男子）
- 全英オープン優勝者：ウィリー・パーク（イギリス）

## 登山
- 9月11日（万延元年7月26日） - イギリス公使オールコック、富士山に登る。外国人富士登山の初め。

## ボクシング
- 4月17日 - 米ニューハンプシャー州ファーンバラで世界初のヘビー級ボクシングの選手権大会

## ボート
- オックスフォード・ケンブリッジ大学対抗レガッタ優勝：ケンブリッジ大学

## 誕生
- 12月10日（万延元年10月28日） - 嘉納治五郎（兵庫県、柔道、+1938年）
- 12月28日（万延元年11月17日） - 郡司成忠（東京都、探検家、+1924年）